# Lophothericles dirshi
Lophothericles dirshi är en insektsart som beskrevs av Marius Descamps 1977. Lophothericles dirshi ingår i släktet Lophothericles och familjen Thericleidae. Inga underarter finns listade i Catalogue of Life.